# Fretwork
Fretwork è un ensemble musicale britannico specializzato nella esecuzione di musica rinascimentale e barocca.

## Il gruppo
Il gruppo è stato fondato a Londra nel 1986 ed è costituito da sei virtuosi di strumenti ad arco. Il suo repertorio comprende musica rinascimentale, specialmente inglese del periodo elisabettiano e musica barocca compresi adattamenti per il loro complesso di musiche di Bach.
L'ensemble ha compiuto tournée in Europa, Stati Uniti, Giappone e Russia. In quest'ultimo paese ha compiuto tre giri di concerti, il primo dei quali nel 1989 ai tempi dell'Unione Sovietica.
Oltre che all'esecuzione di musica antica, eseguono spesso musiche che commissionano ad autori contemporanei per l'esecuzione con il loro ensemble. I seguenti compositori hanno scritto musiche per il loro ensemble: Gavin Bryars, Tan Dun, Elvis Costello, Sir John Tavener, Alexander Goehr, George Benjamin, Duncan Druce, Fabrice Fitch, Gavin Bryars, Barry Guy, Poul Ruders, Simon Bainbridge, Ivan Moody, John Woolrich, Thea Musgrave, Peter Sculthorpe, Sally Beamish, Andrew Keeling e Orlando Gough.
Fretwork ha registrato dischi per l'etichetta Virgin Classics ed attualmente registra per Harmonia Mundi.
Fretwork ha anche eseguito le musiche per due film di Jim Jarmusch, Coffee and Cigarettes (2003) e Broken Flowers (2005). Altri film con loro esecuzioni sono Il codice da Vinci, Le crociate - Kingdom of Heaven, The Crucible, La Fille d'Artagnant e molti altri. Essi hanno anche suonato con Robbie Williams (Supreme) e Loreena McKennitt (nell'album An Ancient Muse).

## Componenti attuali
- Richard Boothby *
- Richard Campbell *
- Wendy Gillespie *
- Asako Morikawa
- Richard Tunnicliffe
- Susanna Pell

(* membri fondatori)

### Ex componenti
- Julia Hodgson
- William Hunt

## Musicisti ospiti
- Emma Kirkby - Soprano
- Michael Chance - Controtenore
- Charles Daniels - Tenore
- Jacob Heringman - Liuto
- Paul Nicholson - Organo, Harpsichord
- Timothy Roberts - Organo
- Christopher Wilson - Liuto

## Premi
- 1997 - French Grand Prix du Disque per Lachrimae di John Dowland1604

## Discografia
- 1987 - In Nomine (Amon Ra)
- 1988 - Heart's Ease (Virgin Classics)
- 1988 - Armada (Virgin Classics)
- 1989 - Orlando Gibbons, Cries and Fancies (Virgin Classics)
- 1989 - John Dowland e William Byrd, Night's Black Bird (Virgin Classics)
- 1990 - John Dowland e William Byrd, Goe nightly cares (Virgin Classics)
- 1990 - John Dowland, Lachrimae (Virgin Classics)
- 1991 - William Lawes, For ye Violls (Virgin Classics)
- 1992 - A Play of Passion (Virgin Classics)
- 1993 - Michael Nyman, Time Will Pronounce (Argo)
- 1994 - The English Viol, raccolta (Virgin Classics)
- 1994 - William Byrd, The Complete Consort Music (Virgin Classics)
- 1995 - Orlando Gibbons, Hosanna to the Son of David (Conifer)
- 1995 - Henry Purcell, Fantazias & In Nomine (Virgin Classics)
- 1995 - William Lawes, Concord is conquer'd (Virgin Classics)
- 1996 - Matthew Locke, Consort of Fower Parts (Virgin Classics)
- 1996 - John Jenkins, The Mirrour and Wonder of his Age (Virgin Classics)
- 1997 - Sit Fast (Virgin Classics)
- 1998 - Gavin Bryars, Cadman Requiem (Point Music)
- 1999 - Celestiall Witchcraft (Virgin Classics)
- 2000 - Ottaviano Petrucci, Harmonice Musices Odhecaton (Harmonia Mundi)
- 2002 - John Tavener, The Hidden Face (Harmonia Mundi)
- 2002 - Johann Sebastian Bach, L'arte della fuga (Harmonia Mundi)
- 2003 - Thomas Tomkins, Above the Stars (Harmonia Mundi)
- 2003 - Orlando Gibbons, With a Merrie Noyse (Harmonia Mundi)
- 2004 - Ludwig Senfl, Im Maien (Harmonia Mundi)
- 2005 - William Byrd, Consort Songs (Harmonia Mundi)
- 2005 - Johann Sebastian Bach, Alio Modo (Harmonia Mundi)
- 2006 - Alexander Agricola, Chansons (Harmonia Mundi)
- 2006 - The Cries of London (Harmonia Mundi)
- 2007 - William Byrd,Second Service & Consort Anthems (Harmonia Mundi)
- 2008 - Birds on Fire. Jewish Musicians at the Toudor Court (Harmonia Mundi)
- 2009 - Henry Purcell, The Complete Fantazias (Harmonia Mundi)
- 2009 - The Silken Tent, con Clare Wilkinson
- 2010 - Dietrich Buxtehude, Membra Jesu Nostri (Chaconne)
- 2010 - Sublime Discourse (Regent Records)
- 2011 - Johann Sebastian Bach, Goldberg Variations (Harmonia Mundi)
- 2012 - Thomas Weelkes, Grant the King a long life (Obsidian)
- 2012 - Tune thy Musicke to thy Hart (Harmonia Mundi)